# Omicron Leonis
Pour les articles homonymes, voir Omicron.
Désignations
Omicron Leonis (ο Leo, ο Leonis), également nommée Subra, est une étoile binaire de la constellation du Lion. Sa magnitude apparente combinée est de 3,52. Elle est située à environ ∼ 133,5 a.l. (∼ 40,9 pc) de la Terre.

## Nomenclature
ο Leonis, latinisé en Omicron Leonis, est la désignation de Bayer du système. Il porte également la désignation de Flamsteed de 14 Leonis. Ses deux composantes possèdent deux désignations séparées dans le catalogue Henry Draper, soit HD 83808 et 83809.
Subra est le nom propre de l'étoile aujourd’hui retenu par l'Union astronomique internationale (UAI). Il s’agit du déplacement arbitraire, par Joseph Johann Littrow (1839), d’un des noms classiques de la XIe des manāzil al-qamar « stations lunaires», soit الزبرة al-Zubra, constituée par le couple δ et θ Leo, qui pourrait signifier au départ « le Fragment », ce qui donne la forme Algubra dans la liste latine des stations de Jean de Séville (ca. 1130). Le nom est très tôt interprété comme « la Crinière du Lion », dans le cadre du « Superlion » élaboré dans le ciel arabe traditionnel,. Voir l’étoile Delta Leonis, dont un des noms est Zubra. 

## Propriétés
Subra est une étoile binaire spectroscopique à raies doubles avec une période orbitale de 14,50 jours et une excentricité quasi-nulle. Les deux étoiles sont de type F9III pour la composante primaire, désignée Omicron Leonis Aa, et A5mV pour la secondaire, Omicron Leonis Ab. Les deux possèdent des masses relativement similaires de 2,07 M☉ pour la primaire et de 1,84 M☉ pour la secondaire, mais le système étant âgé de 1,06 milliard d'années, elles sont toutes les deux à des stades d'évolution différents, la première étant déjà devenue une étoile géante tandis que la seconde est toujours sur la séquence principale. Le rayon de Omicron Leonis Aa est 5,7 fois plus grand que le rayon solaire, elle est environ 41 fois plus lumineuse que le Soleil et sa température de surface est de 6 107 K. Omicron Leonis Ab est quant à elle 2,4 fois plus grande et environ 18 fois plus lumineuse que le Soleil, et sa température de surface est de 7 600 K.